# Alexia Carr
Alexia Carr va nàixer el 13 de febrer del 1971 a Vauriàs. Té doble nacionalitat, francesa i britànica, i és pintora, escultora, il·lustradora, lírica, cantant de cabaret i de café teatre, cantautora, dramaturga i directora de teatre i actriu de cinema, televisió i teatre.

## Biografia
Alexia Carr és filla de la pianista Catherine Silie i del pintor britànic Peter Douglas Carr (1933-2012). Son pare la va iniciar en la pintura, i sa mare en la música, mentre cursava el batxillerat literari.

### Formació artística
Va aprendre el violí des dels 7 anys, als Conservatoris de Nimes i Tolosa de Llenguadoc. Més tard estudià teatre al Conservatori de Nimes amb Eugénie Oliver, a més de cant, primer al Conservatori de Tolosa amb Anne Fondeville-Bleuse i Victor Demaiffe, després al Conservatori de Nimes. Estudià també, al Conservatori Regional de Lió, amb Jacqueline Nicolas, òpera barroca. Va perfeccionar les seues habilitats amb la soprano suïssa Evelyne Brunner i Nadine Denize. Observada durant una competició de final de curs per José Van Dam, aquest li aconsellà que estudiàs a París amb Mireille Alcantara. Durant els viatges a l'estranger, també es beneficia dels consells de Teresa Żylis-Gara, Alexandrina Miltcheva i Reiner Goldberg.

### Carrera
La seua carrera ha evolucionat en diferents camps artístics. Rebutja el sistema d'etiquetes, i es defineix com a “especialista en diversitat". Començà amb la il·lustració d'un llibre infantil, i continuà amb el món de l'escenari i la música, així com el dels cavalls. Va practicar l'equitació de ben jove, i la seua entrada al món de l'espectacle es va produir als 11 anys com a estudiant d'hípica d'un jove actor en la televisió. Ha exposat quadres a Tolosa de Llenguadoc, Avinyó, Niça, Marsella, Biarritz, Saumur, així com a Alemanya: a Berlín i Dorsten. Pinta retrats, autoretrats, paisatges de la Drôme Provençal on va créixer, i cavalls. També crea murals, com ara al mur d'una antiga presó de Berlín-Neukölln sobre el tema "Llibertat, el luxe oblidat» el 2011. Dibuixà els vitralls de l'església Saint-Pierre de Vilaperdritz, el poble on va passar la infantesa i on viu. Sensible a les qüestions del medi ambient, l'ecologia i les llibertats, la seua pintura forma part de la tendència de l'art visionari. Utilitza oli sobre tela, aquarel·la, pastel, sanguina, tècnica mixta i collage.
També ha realitzat escultures, sobretot eqüestres i sobre animals. Són fetes de terracota, bronze, filferro metàl·lic i de materials reciclats.
Coma artista lírica, ha cantat òpera, com ara el paper principal de Carmen, amb entrada a l'escenari a cavall; opereta, teatre musical;concert amb orquestra i recital, en què ha actuat acompanyada per la seua mare, la pianista Catherine Silie, a l'estat francés, Londres, Berlín i Nova York. També actua en espectacles de cabaret i café teatre; ha posat música al duo de veu i piano Zur Trauer de Hans Fallada i una desena de poemes seus en Duets per a veu i piano; com a cantautora, canta els seus propis textos.
Al cinema, va actuar durant la dècada dels 2010 en curtmetratges i va interpretar papers secundaris en llargmetratges. El seu paper principal fou el de Philis de La Charce en Mademoiselle de La Charce, una pel·lícula d'època rodada el 2015, en què també muntava a cavall. Del 2016 ençà es va orientar més cap al teatre, i escriu els seus textos, que interpreta i dirigeix, sola o en petit grup. La majoria de les seues obres es estrenar al Théâtre du Nord-Ouest de París.
Fins a l'esclat de la pandèmia de la Covid-19, Alexia Carr va acollir Música al turó, un festival anual de música clàssica i lírica a Vilaperdritz, fundat per sos pares l'any 2004, l'objectiu del qual és acostar la música viva a una poble que no té cap altra oportunitat de trobar-la.
Com a amazona, Alexia Carr es troba entre les 500 "dones a cavall» del diccionari Amazones del 2024.

## Rols i espectacles

### Cantant d'òpera, opereta i comèdia musical
- Una dona apassionada (Frantz Wouilloz-Boutrois), Vergesa, 1999: Marta.
- La Belle Hélène (Offenbach), Vergesa, 2002: paper titular.
- Valses de Viena (Johann Strauss pare i fill), Palau dels Prínceps, Aurenja, 2002: la comtessa.
- Bastien und Bastienne (Mozart), Château de Valprivas, 2004, Bedoin, 2006: Bastien.
- La filla de Madame Angot (Lecocq), dirigida per Frédéric L'Huilier, L'Amalon, 2005: M. Lange.
- Carmen (Bizet), dirigida per Hubert Humeau, Rennes, 2005: paper titular.
- Dues operetes d'Offenbach, Festival Costa d'Or a Ais de Provença, 2005: Pomme d'api (Gustave), i Un marit a la porta (Suzanne).
- Phi-Phi (Christiné), Lunèl, 2005: M. Fídies.
- El príncep de Madrid (Francis López), Lió, 2005: la duquessa d'Alba.
- Carmen (Bizet), dirigida per Rehana Udin, Philharmonic Center Orchestra, direcció musical Richard Beswick, Lot-et-Garonne Summer Festival (Château de Duràs, La Fòrça), 2006: paper titular.
- Una veu en 3 dimensions: París/Berlín/Nova York, concert espectacle amb Valérie Diéval al piano, Vaison, Théâtre des 2 Mondes, 17 desembre 2017.
- Paul et Virginie (Victor Massé), versió concert, a càrrec de la Companyia de l'Oiseleur, amb Guillemette Laurens, direcció musical Léonard Ganvert, Temple protestant de Luxemburg, París, 7 novembre 2018;[10] Madame de la Tour.

### Actriu de cinema i televisió
- Fabien de la Drôme de Michel Wyn, sèrie de televisió Antenne 2 (1983): professora d'hípica per Stéphane Aznar.
- Sinopsi, curtmetratge de Philippe Léaris (2011): Àlex.
- A Shadow in the City, curtmetratge de Philippe Léaris (2012).
- 1913 – Dance on a volcano, documental de televisió (Arte) de Dag Freyer (2013), tres representacions com a femme fatale: Alma Mahler, Ida Rubinstein i Lou Salomé.
- Da bist du ja, curtmetratge de Frank Köbe (2013).
- Mademoiselle de La Charce, de Lionel Baillemont, amb Marie-Christine Barrault (2016): Philis de La Charce.
- Libertines, de Lionel Baillemont (2019): la gerent.
- Angelina Call Girl, de Robert Homann-Cauquil (2020): Madame Dupret.

### Teatre
- Posada en escena! (C) rimes apassionades (autora i directora), Vaison, Théâtre des 2 Mondes, 2016; Niça, Théâtre de l’Eau Vive, 2017.
- Què diran els ocells sobre ella, sola a l'escenari de i per Alexia Carr, Théâtre du Nord-Ouest, del 10 d'octubre al 7 de novembre del 2017 i del 7 al 9 d'octubre del 2022; Avinyó, Théâtre Au Chapeau Rouge, del 2 al 3 de març del 2019; Niom, L’Électron Libre, 23 de març del 2024.
- Debout, face à l'Amer (escriptura, direcció, actriu), Théâtre du Nord-Ouest, 29 de setembre del 2018-25 de febrer del 2020; Vaison, Théâtre des 2 Mondes, 3 de novembre del 2019.
- Maths & Muses, en solitari a l'escenari de i per Alexia Carr, Théâtre du Nord-Ouest, del 24 de juliol al 12 de desembre del 2019; Niom, L’Électron Libre, 4-5 de juny del 2022; Vaison, Théâtre des 2 Mondes, 2023.[11]
- A Kingdom for My Horse (autora, directora, actriu), Théâtre du Nord-Ouest, 18 de desembre del 2021-4 de maig del 2022.
- Assis!... au pied de la Nature, “Poema en verd», Théâtre du Nord-Ouest, 27 de desembre del 2022-17 de setembre del 2023; Niom, L'Électron Libre, 31 de març a l'1 d'abril del 2023.

## Premis
- 2002: Premi Honorífic en el Concurs Internacional Léopold Bellan
- 2006: Gran premi d'opereta en el concurs “Drôme Opéra» (Creis) atorgat pel jurat presidit per Andréa Guiot